# Rue de l'Estrapade
Pour le film de Jacques Becker, voir Rue de l'Estrapade (film).
La rue de l’Estrapade est une voie du 5e arrondissement de Paris.

## Situation et accès
Située à la jonction des quartiers du Val-de-Grâce et de la Sorbonne la rue de l'Estrapade débute place de l'Estrapade et se termine rue Thouin.

## Origine du nom
Elle doit son nom au supplice de l'estrapade infligé aux soldats déserteurs et qui consistait à leur lier les mains dans le dos, les hisser en haut d'un poteau et les lâcher. À Paris, la place de l'Estrapade voisine était le lieu où était appliquée la peine, notamment à de nombreux protestants lors des guerres de Religion (1562-1598).

## Historique
Cette rue qui suit le tracé historique de l'enceinte de Philippe Auguste conserve de nombreux bâtiments construits aux XVIe et XVIIe siècles, aux façades souvent rénovées depuis l'époque des grands travaux de Haussmann à partir de 1855.

## Bâtiments remarquables et lieux de mémoire
- No 3 : Diderot y vécut, de 1747 à 1754, à l'époque de la rédaction de l'Encyclopédie. C'est là qu'il est arrêté fin juillet 1749, à la suite de la parution de sa Lettre sur les aveugles à l'usage de ceux qui voient. Une plaque lui rend hommage.
- No 7 : l'éditeur Bernard Grasset y vécut pendant la guerre.
- No 9 : hôtel particulier classé aux monuments historiques[2]. C'est une ancienne brûlerie de café arborant toujours son enseigne Brûlerie Saint-Jacques. Cet immeuble possède une cour dans laquelle se trouve un puits. Léon Dupin y travailla.
- No 11 : Paul-Louis Courier y habita de 1785 à 1791[3]. Une plaque et un panneau Histoire de Paris lui rendent hommage.
- Nos 14-16 : emplacement des réservoirs du Panthéon ou de l’estrapade. Ils étaient composés de deux bassins à ciel ouvert et s’étendaient jusqu’à la place du Panthéon. Ils alimentaient en eau une partie de la Rive gauche[4].
- No 16 : Lucie Randoin y habita[5].
- No 20 : Esprit Jouffret (1837-1904), mathématicien et militaire y est mort.
- No 21 : y vécut Louis Pergaud, l'auteur de La Guerre des boutons.
- Arrière du lycée Henri-IV.
- L'une des cinq fontaines Wallace du 5e arrondissement se trouve à sa jonction avec la rue Thouin sur la place Emmanuel-Levinas.

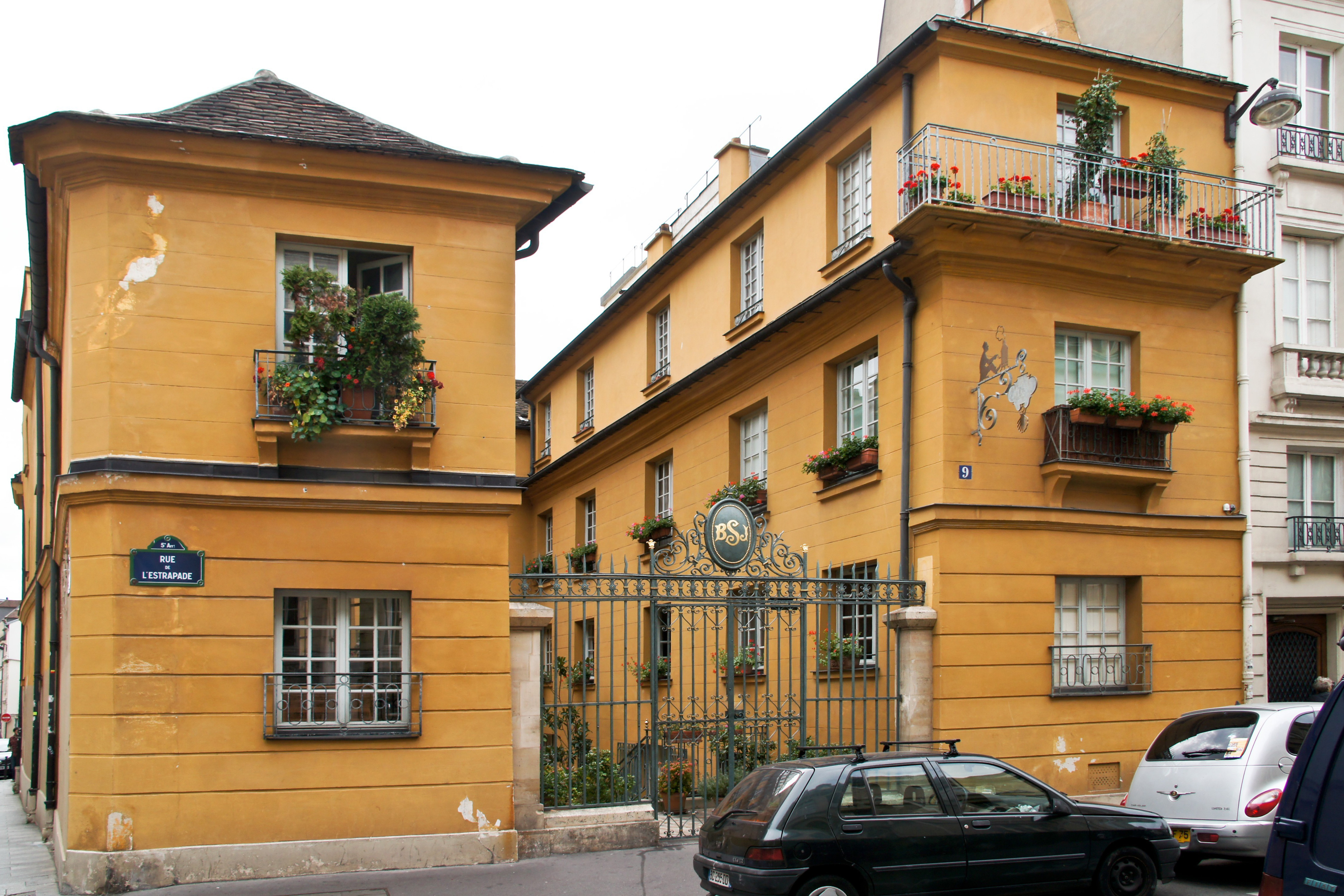
Hôtel du no 9, classé aux monuments historiques.
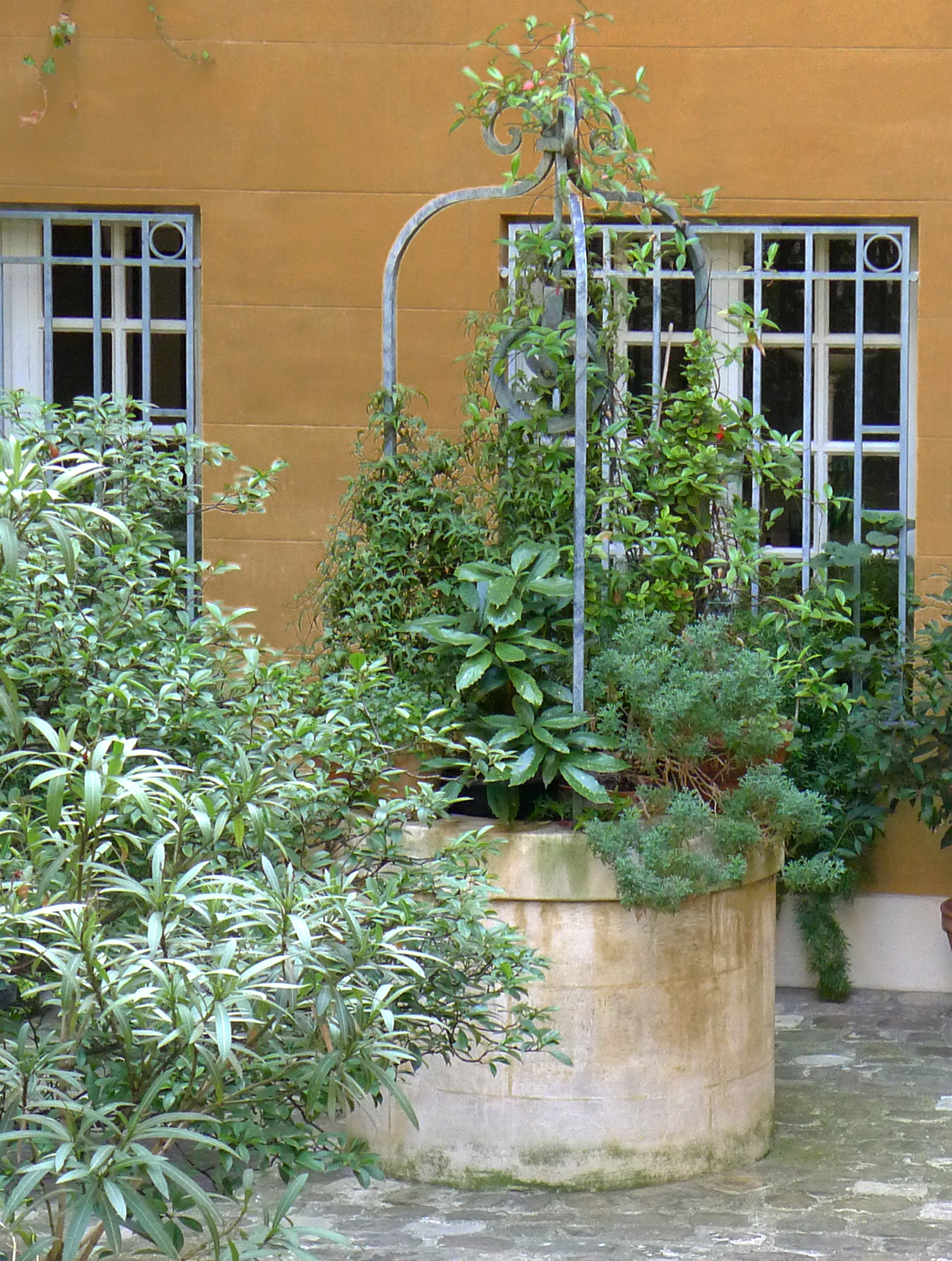
Puits au no 9 de la rue.
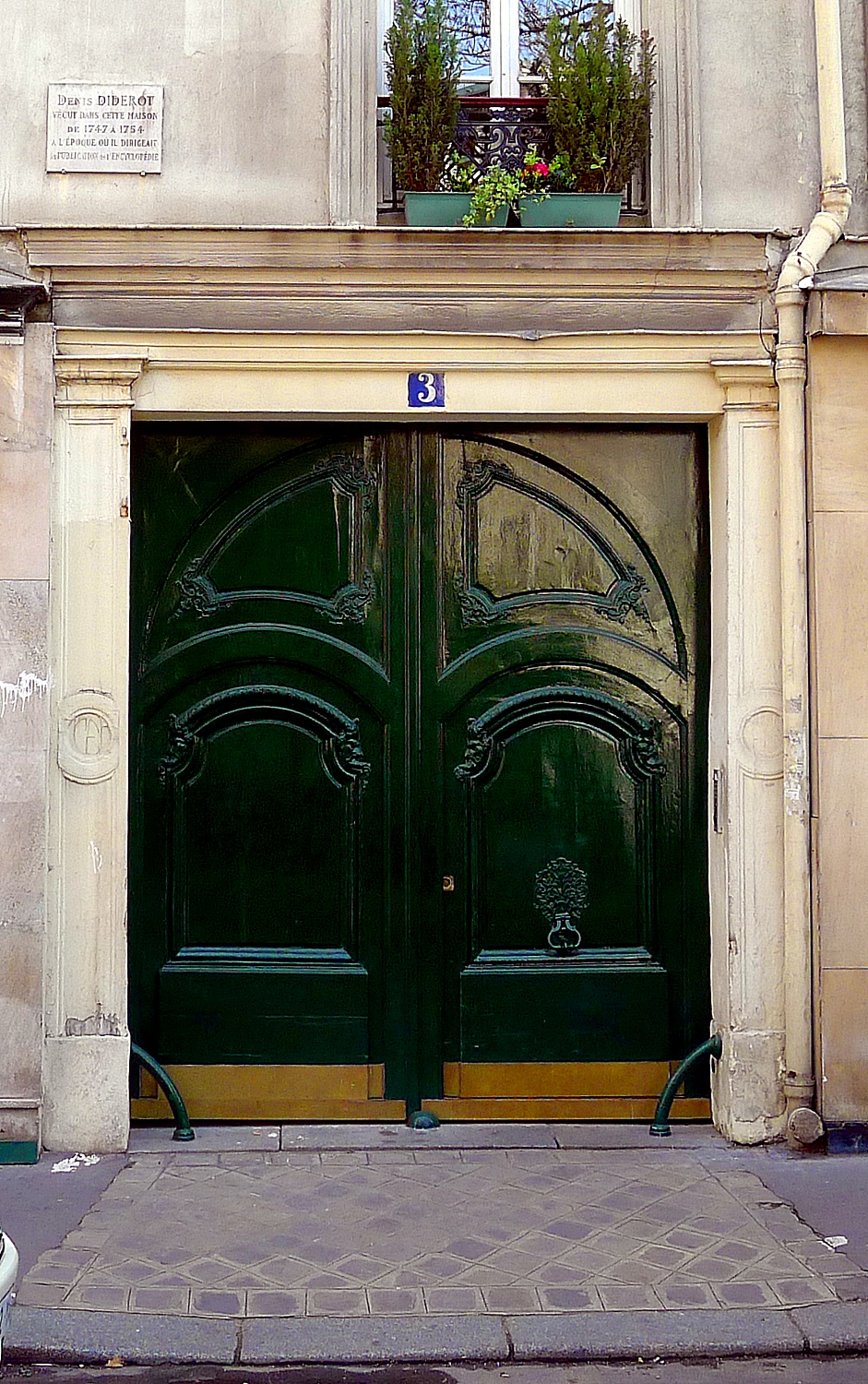
No 3, maison où vécut Denis Diderot.

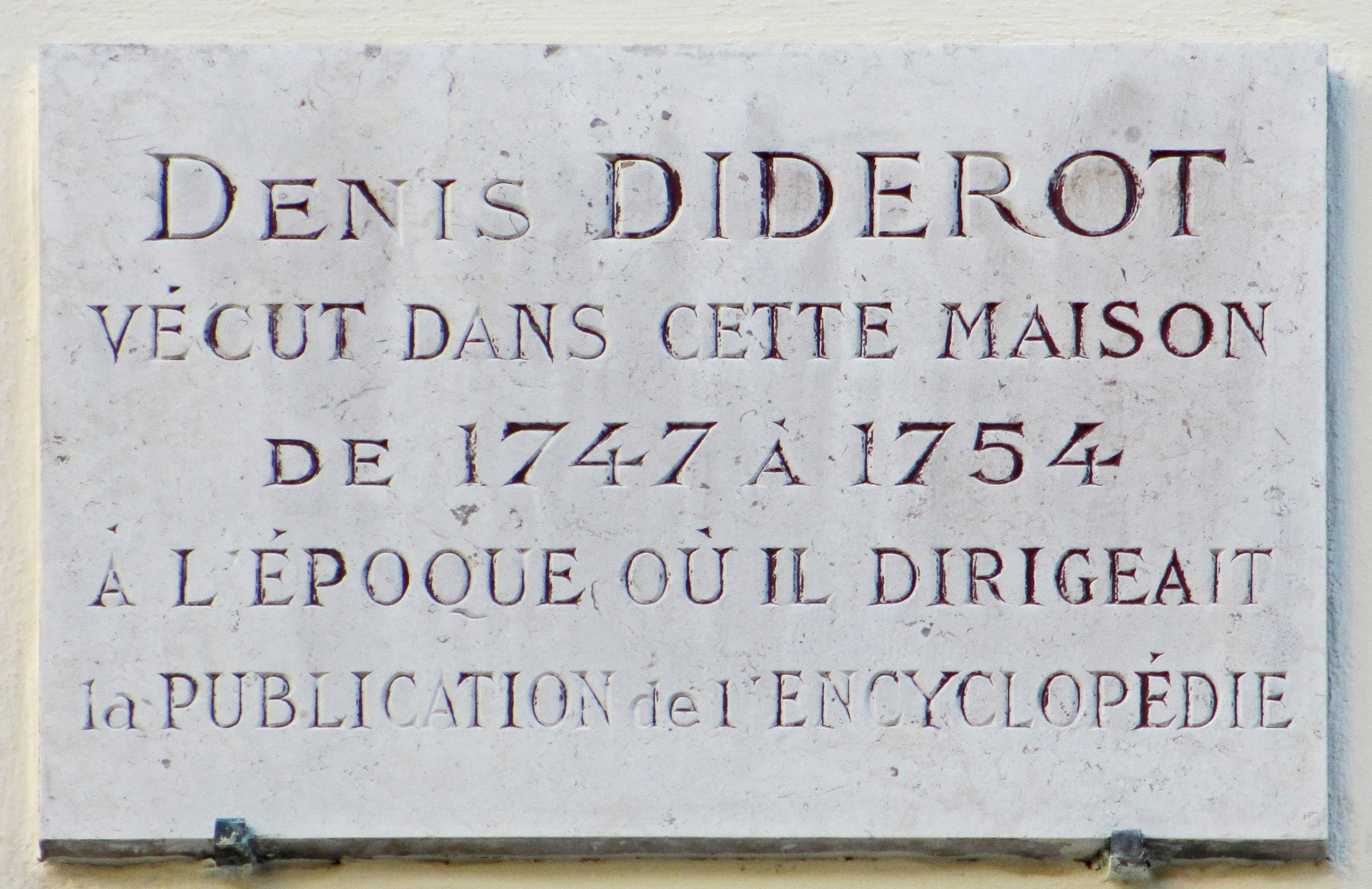
Plaque au no 3.
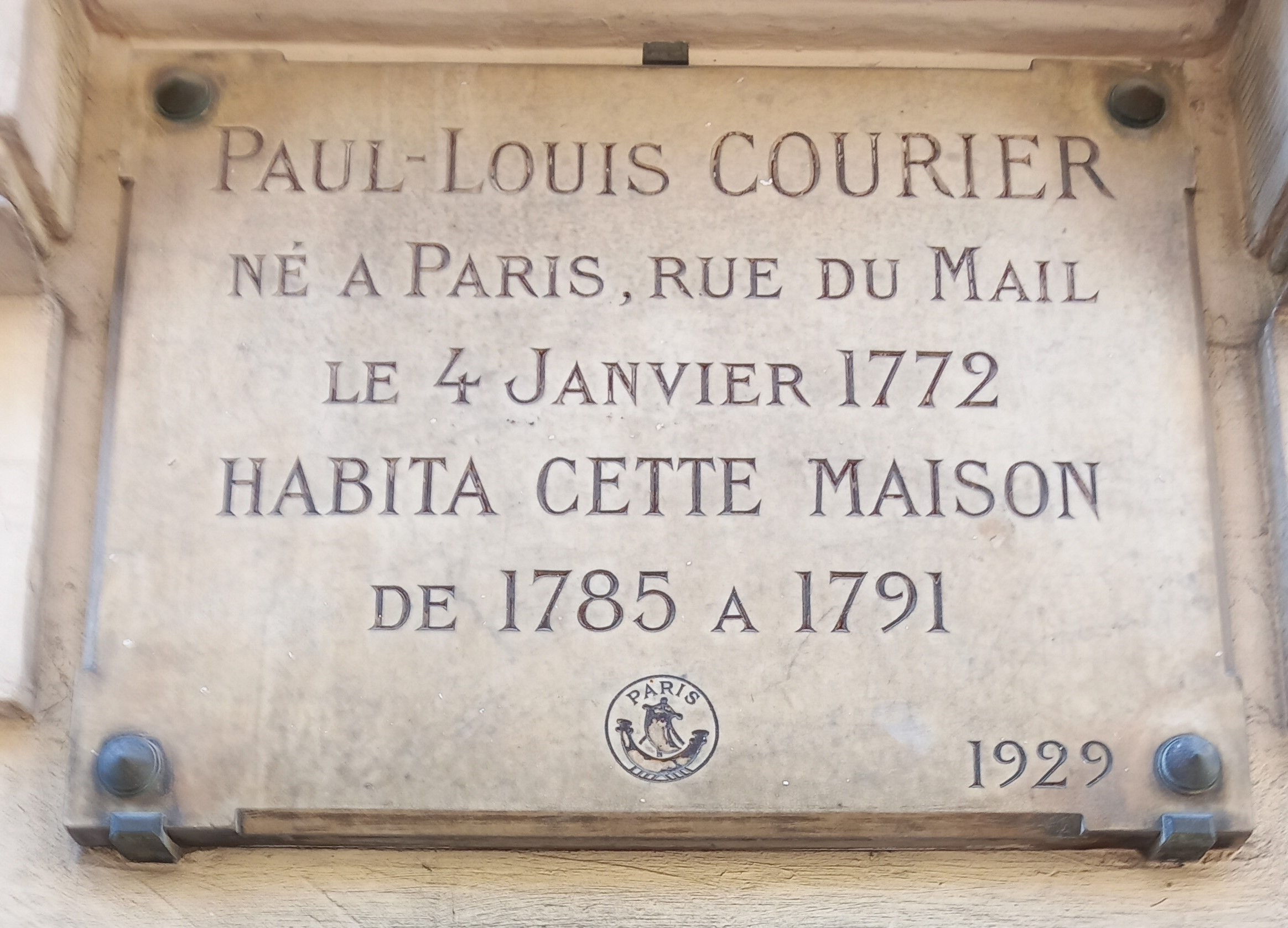
Plaque au no 11.

### La rue et les arts
La rue de l'Estrapade est décrite par Honoré de Balzac dans La Peau de chagrin (1831), et Jean Cocteau y situe une grande partie de l'action de son roman Le Grand Écart (1923). La rue a également donné son nom au film de Jacques Becker Rue de l'Estrapade (1953).